# Oxford
Oxford (do inglês "vau de bois"), em português chamada Oxónia (português europeu) ou Oxônia (português brasileiro) ou Oxforde, é uma cidade e distrito de governo local do condado de Oxfordshire, Inglaterra, Reino Unido, com uma população de 134 248 habitantes (censo de 2001). A Carfax Tower é normalmente considerada o centro da cidade. Está situada às margens do rio Tâmisa, que aí é chamado de rio Ísis.
Oxford, a cidade dos "Dreaming Spires", é famosa mundialmente pela sua universidade (Universidade de Oxford) e lugar na história. A universidade de Oxford é a mais antiga das universidades de língua inglesa, considerada uma das 10 melhores universidades do mundo. 
Um engano comum cometido por turistas recém-chegados é perguntar onde fica o campo da Universidade de Oxford que na verdade não existe, como em universidades modernas, mas sim é composto por cerca de 40 colégios espalhados pela cidade. Dentre os mais antigos e famosos colégios encontram-se Magdalen, New College, Christ Church, St. Johns, Somerville, Brasenose e All Souls. Entre seus famosos alumni destacam-se então-futuros reis, presidentes e outros famosos estadistas além de estudiosos, cientistas, escritores, ganhadores do Prêmio Nobel, atores e demais. Dentre esses Margaret Thatcher, Bill Clinton, Tony Blair, Indira Gandhi, C. S. Lewis (autor de As Crônicas de Nárnia), J. R. R. Tolkien (autor de O Senhor dos Anéis), Edmund Halley, que deu o nome ao famoso cometa, Robert Hooke, Dorothy Hodgkin, Lewis Carroll (Alice no País das Maravilhas), Benazir Bhutto, Manfred von Richthofen (o Barão Vermelho), Oscar Wilde, Vera Brittain, Iris Murdoch, e Theo James (ator).
Por mais de 800 anos, foi um lar da realeza e estudiosos, e desde o século IX oficializada cidade. No século XVII, durante a segunda guerra civil Inglesa, foi sede da corte do rei Carlos I, então refugiado de Londres pelos parlamentaristas. Como consequência, houve diversas batalhas ao longo de 5 anos onde o exército roialista atacava ou defendia-se do parlamentarista e refugiava-se em Oxford até sua derrota e consequente fuga de Carlos I em 1646. 
Oxford também foi berço de livros importantes e famosos na literatura mundial, como Alice no País das Maravilhas de Lewis Carroll, O Senhor dos Anéis de J. R. R. Tolkien, e muitos outros. O pub The Eagle and The Child era até um dos lugares preferidos de Tolkien.

## Ensino superior

Cidade de Oxford com vista de cima, onde podemos ver suas belas e tradicionais construções.

A cidade de Oxford tem duas universidades: a Universidade de Oxford e a Universidade Brookes.
Além disso, a escola de comércio francesa EM Normandie tem um campus no centro de Oxford 2014. Divide seus prédios com o City of Oxford College (Activate Learning). Recebe cada ano aproximadamente 200 estudantes da França, estudantes de intercâmbio universitário das universidades associadas à EM Normandie.

## Galeria de imagens

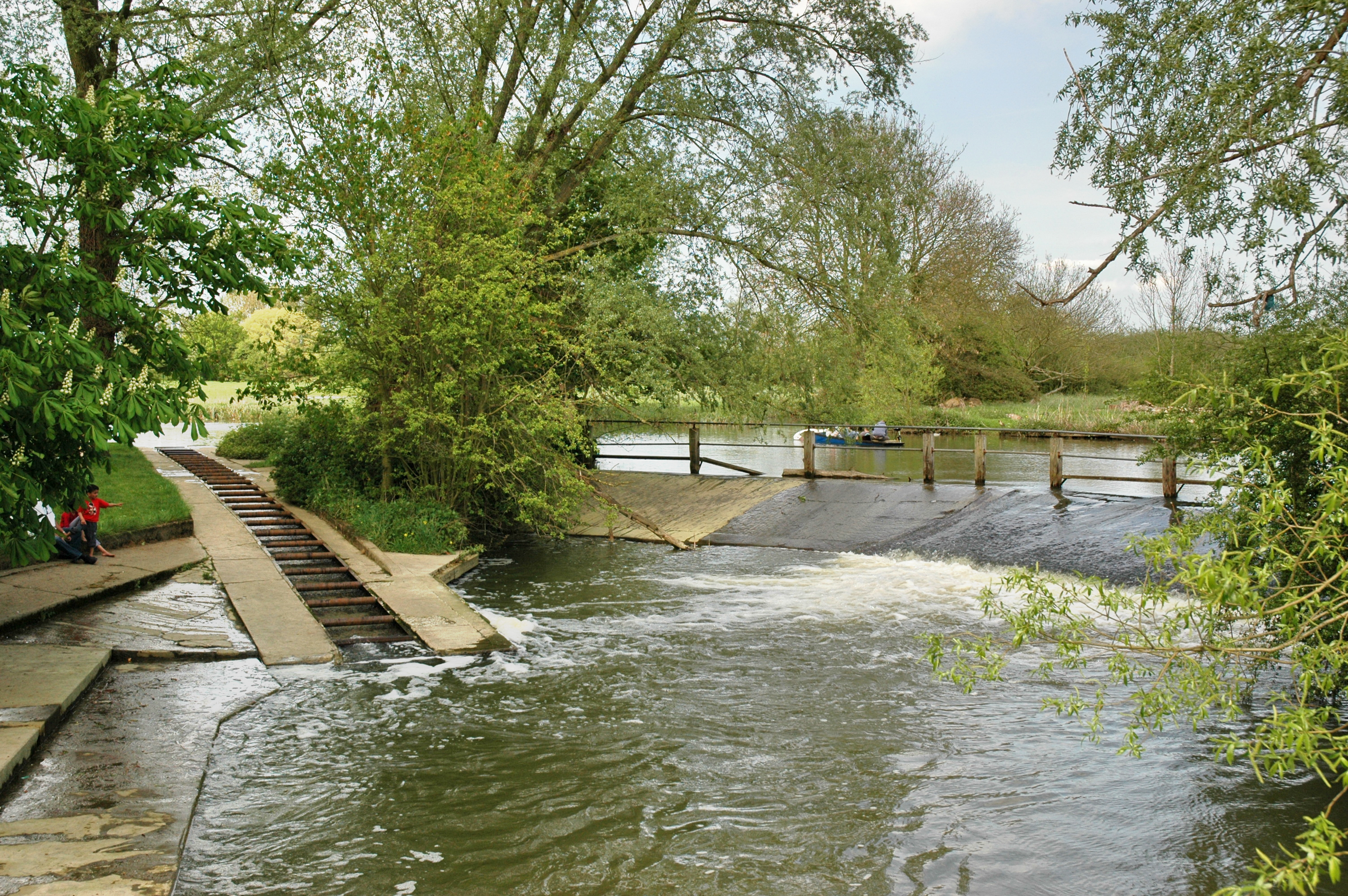
O rio Cherwell
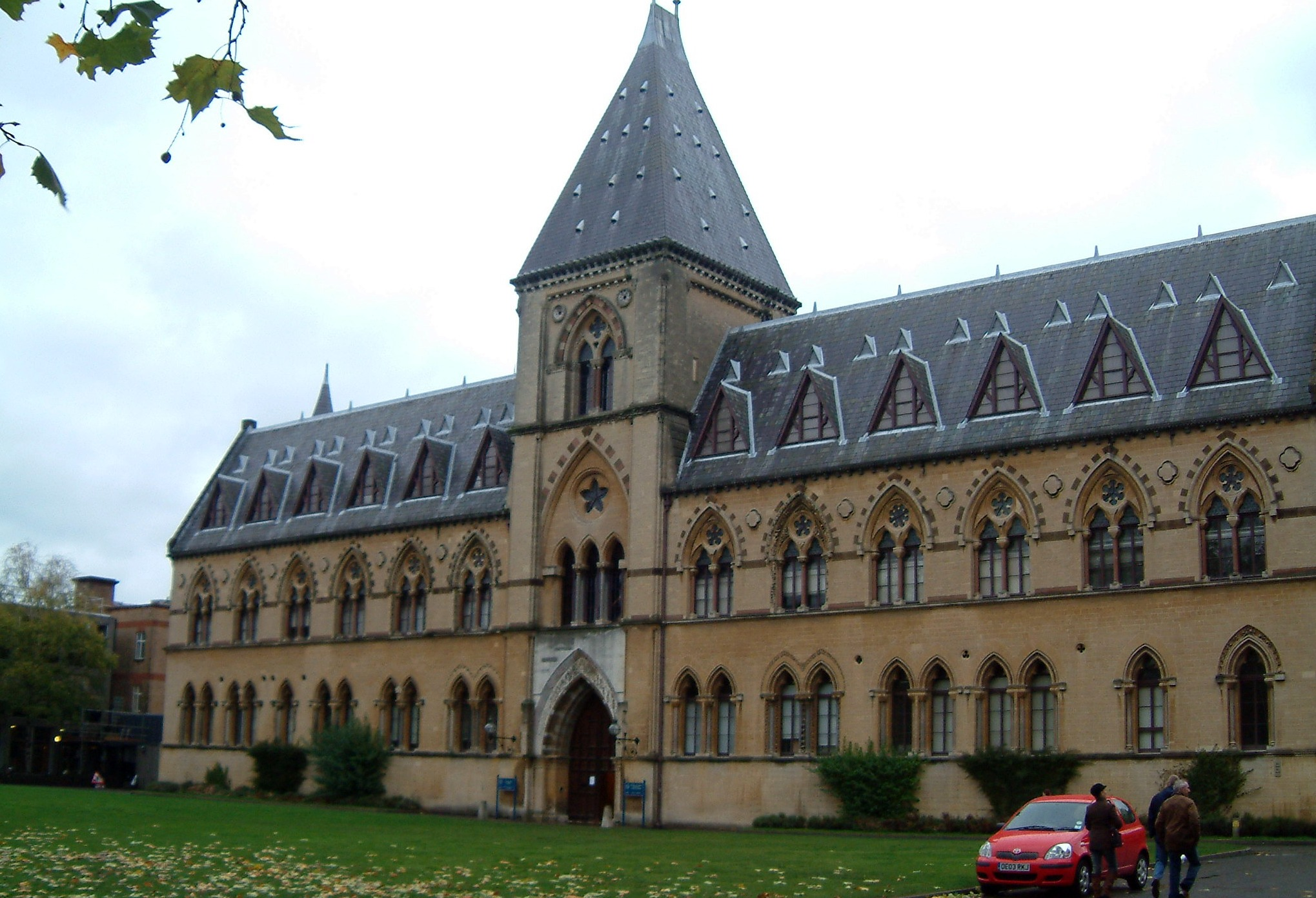
Museu de História Natural de Oxford.
Brasão de Oxford. O lema da Universidade é Fortis Est Veritas
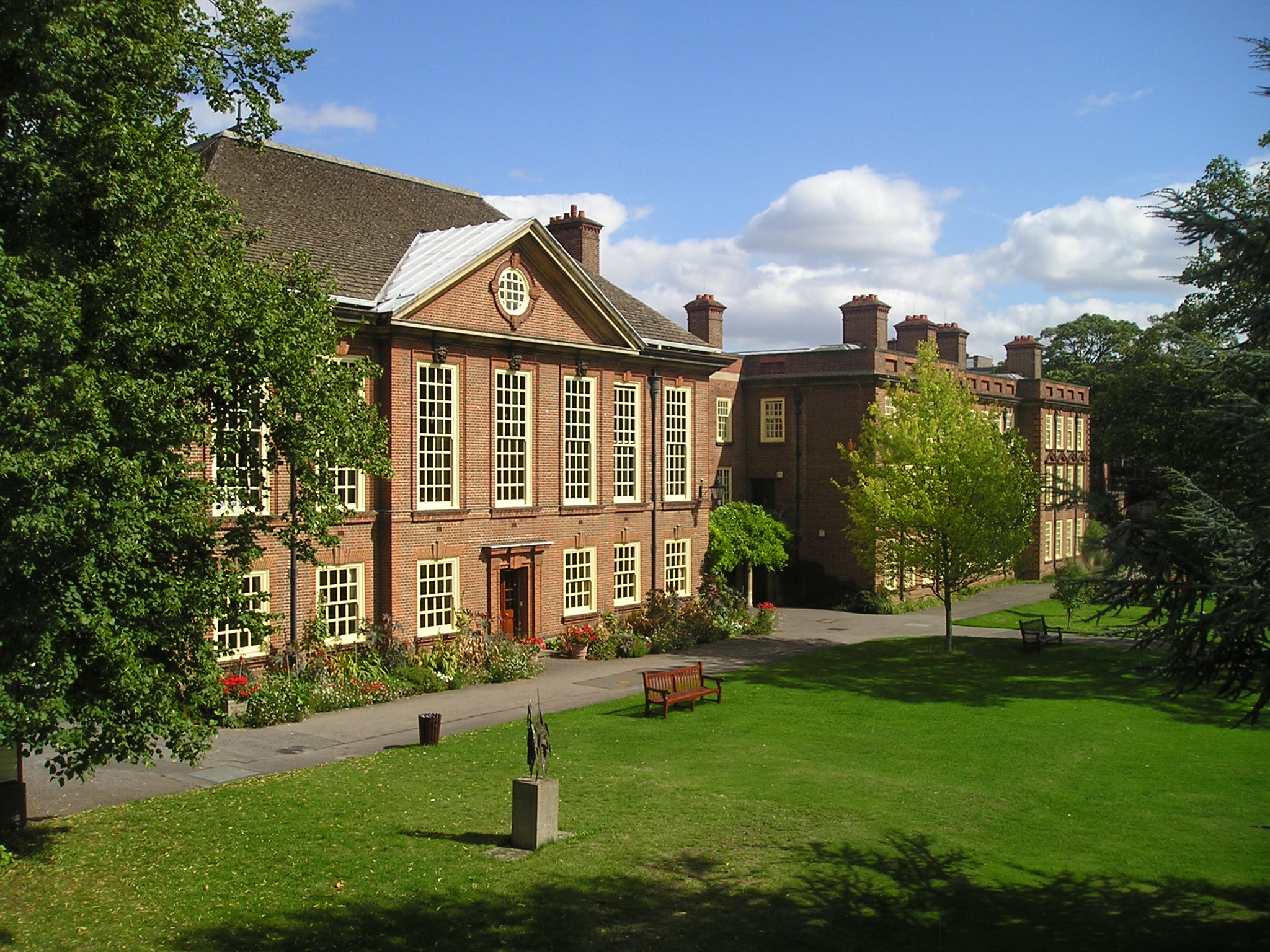
Somerville College